# 각시탈
각시탈은 하회별신굿탈놀이에 나오는 13개의 하회탈 중 하나로 무형문화재로 지정되어있다.

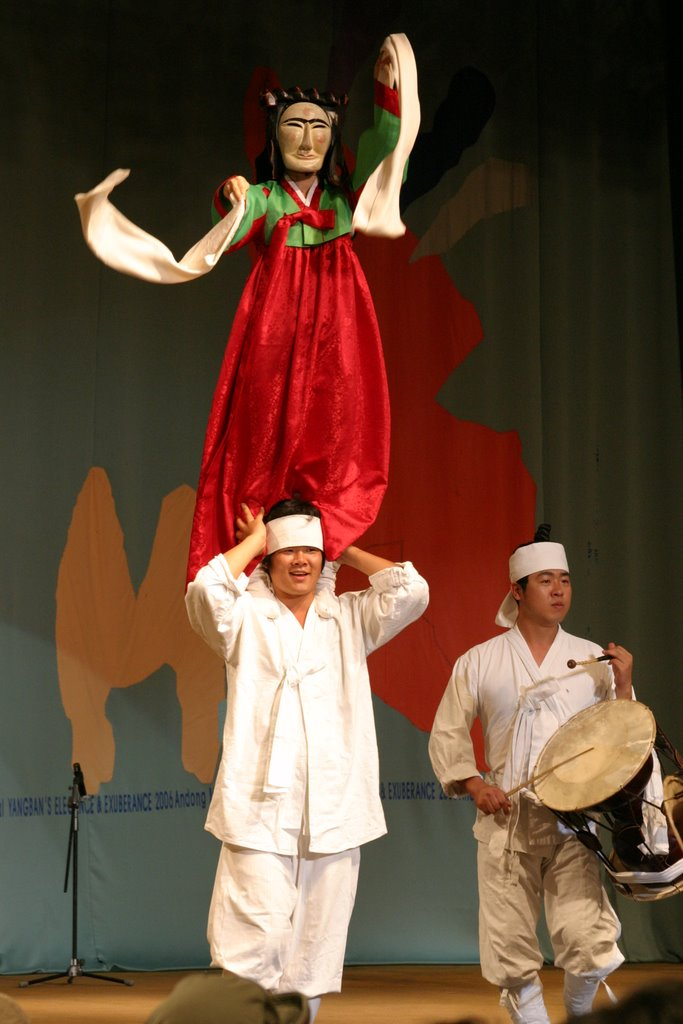

## 유래
무진생 의성 김씨가 17살에 하회마을에 시집을 왔다가 시집오던 그 해에 남편과 사별하고 혼자 살다가 나중에 죽게 되었는데, 마을 사람들은 죽은 그 각시의 혼이 마을을 지켜 줄 것이라 믿으며 서낭신으로 모셨다 한데서 각시탈이 유래한다.

## 참고 문헌
- 문화재청 〈하회탈및병산탈 (河回탈및屛山탈)〉
- 다음 문화원형백과